# Найла, Абделилла
Абделилла Найла (араб. عبد الإله نحيلة‎; род. 2 декабря 1981) — марокканский боксёр, представитель наилегчайшей весовой категории. Выступал за национальную сборную Марокко по боксу в 2008 году, призёр турниров международного значения, участник летних Олимпийских игр в Пекине.

## Биография
Абделилла Найла родился 2 декабря 1981 года.
Наивысших успехов как боксёр добился в сезоне 2008 года, когда вошёл в основной состав марокканской национальной сборной и выступил на нескольких крупных международных турнирах, в частности в рамках наилегчайшей весовой категории принял участие в домашнем турнире «Мухаммед VI Трофи» в Касабланке, стал серебряным призёром на международном турнире «Золотой пояс» в Румынии, отметился выступлением в матчевой встрече со сборной Молдавии в Кишинёве.
На Африканском олимпийском квалификационном турнире в Алжире сумел дойти до финала наилегчайшего веса, выиграв у всех соперников по турнирной сетке кроме тунисца Валида Шерифа — тем самым удостоился права защищать честь страны на летних Олимпийских играх в Пекине. На Играх, однако, уже в стартовом поединке категории до 51 кг со счётом 4:19 потерпел поражение от азербайджанца Самира Мамедова и сразу же выбыл из борьбы за медали.
После пекинской Олимпиады Найла больше не показывал сколько-нибудь значимых результатов в боксе на международной арене.